# Paule Gauthier-Villars
 (avril 2024).
Raymonde-Germaine-Paule Gauthier-Villars dite Paulette ou Paule (Paris, 13 juin 1894 - 18 août 1968) a été la première femme professeur d'anatomie pathologique à la Faculté de médecine de Paris.

## Carrière
Petite-fille de l'éditeur Jean-Albert Gauthier-Villars (1828-1898), sœur de Marguerite Gauthier-Villars et nièce du romancier Willy (1859-1931), Paule Gauthier-Villars a été la première femme Professeur d'Anatomie Pathologique à la Faculté de médecine de Paris. Nommée en 1939, elle a enseigné pendant plus de 25 ans à la Chaire d'anatomie pathologique de Paris. Cheffe du laboratoire d'Henri Mondor à la Clinique chirurgicale de La Pitié-Salpêtrière AP-HP, elle s’est illustrée par des publications en pathologie gynécologique et par des recherches sur des modèles expérimentaux de néphrite dans le laboratoire de Louis-Pasteur Vallery-Radot. En parallèle à sa carrière médicale, Paule Gauthier-Villars a dirigé, à partir de 1951, la maison d’édition familiale Gauthier-Villars qui a joué un rôle important dans l’édition scientifique du XIXe et du XXe siècles, publiant entre autres les œuvres d’Évariste Galois, d’Henri Poincaré, de Marcellin Berthelot et la traduction des œuvres d’Albert Einstein.

## Reconnaissance et honneur
L’AP-HP et ses services ont décidé de baptiser en 2018, le bâtiment Paule Gauthier-Villars, ce nouveau bâtiment d’anatomie et cytologie pathologiques situé à l’hôpital Bicêtre (AP-HP).